# Banyan (Band)

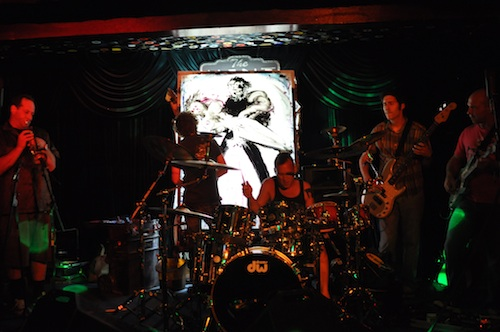
Banyan

Banyan ist eine Artrock-Band mit starken Einflüssen aus Jazz und Punk aus Los Angeles, Kalifornien.

## Geschichte
Bandleader und Mitbegründer Stephen Perkins trommelte vorher für Jane’s Addiction (1986–1991) und später bei Porno for Pyros. Zweites Gründungsmitglied war David Turin. Weitere wichtige Mitglieder sind Gitarrist Nels Cline,  Trompeter Willie Waldman und Bassist Mike Watt. Mike Watt und Nels Cline spielen meist nur Konzerte an der Westküste und werden gegebenenfalls von Rob Wasserman (Bass) und Clint Wagner (Gitarre) ersetzt. 
Bei einigen Konzerten wurde die Band auch durch die Saxophonisten Steve Mackay, Herman Green und den Gitarristen Calvin Newborn erweitert.  
Der Künstler Norton Wisdom aus Los Angeles malt während der Konzerte und interpretiert die Musik so auf eine Weise, wie es sonst Liedtexte tun könnten. Einige grafische und musikalische Elemente werden immer wieder aufgegriffen, während ein anderer großer Teil rein improvisiert ist.
Auf der ersten EP wirkte Money Mark als Freeway Keyboardist mit. Das erste Album wurde in den Studios der Dust Brothers aufgenommen und von Turin und Perkins produziert.
Auf dem zweiten Album Anytime at All wirkten u. a. Flea, John Frusciante (beide Mitglieder der Red Hot Chili Peppers), Martyn LeNoble (ex-Porno for Pyros), Rob Wasserman und Buckethead mit. 
Das dritte Album Live at Perkins' Palace (nach dem Studio von Perkins benannt, nicht nach dem Veranstaltungsort) schließlich wurde vom Quartett Perkins, Watt, Cline und Waldman eingespielt. 
Steve Kimock beteiligte sich am 26. August 2007 am Konzert während des Riverview Music Festivals in Chicago.
Die Bandmitglieder nennen immer wieder Igor Stravinsky und Miles Davis als wichtige Einflüsse, so auch auf ihrer Homepage.

## Diskografie
- 1997: Banyan (Cyberoctave)
- 1999: Anytime at All (Cyberoctave)
- 2004: Live at Perkins' Palace (Sanctuary)